# 헝가리의 의료
헝가리는 국영 국민건강보험기금이 조직한 세금 지원 보편적 의료 시스템을 보유하고 있다. 의료 서비스는 보편적인 것으로 간주되지만 헝가리 국민이 의료 서비스에 접근하지 못하는 몇 가지 이유가 있다. 예를 들어, 해외에 거주했지만 다른 국가의 의료 시스템에 기여할 수 없는 헝가리 시민은 헝가리 의료 시스템을 무료로 이용할 수 없다. 그러나 OECD는 전체 인구의 100%가 보편적인 건강 보험에 가입되어 있다고 본다. 2022년에 공공 건강 보험 비용은 월 8,400 HUF(280 HUF/일)로 $23.69에 해당한다. 의료 시스템은 상당한 변화를 겪어 기대수명 증대(1993년에서 2013년 사이 남성 7.48년, 여성 4.92년)와 낮은 영아 사망률 (2014년 출생 1,000명당 4.6명)을 가져왔다. OECD에 따르면 헝가리는 2012년 GDP의 7.8%를 의료비로 지출했다. 2011년 1인당 총 의료비는 1,688.7달러로 정부기금은 1,098.3달러(65%), 민간기금은 590.4달러(35%)였다.

## 역사
제2차 세계 대전 후 공산주의 정부는 사회보험을 완전히 국유화했다. 그 이후로 헝가리 의료 시스템은 전반적으로 국가 소유였으며 모든 사람이 이용할 수 있다.
1989-1990년 공산주의 통치가 끝난 후 시작된 자유 시장 변화는 광범위한 개혁을 필요로 하는 대체로 중앙 집중화되고 전적으로 세금으로 지원되는 공중 보건 시스템에 부담을 가했다. 이로 인해 국가 의료 기금이 만들어졌다. 주로 사회 보험 시스템을 기반으로 하는 OEP는 현재 헝가리에서 의료 관리를 통제하는 공공 기관이다. 의료 재정의 83%는 세금 및 기타 공공 수입에서 나온다.
자영업자를 포함해 모든 근로자가 보험에 가입해야 한다. 대부분의 사립 병원도 OEP 프레임워크에 따라 운영된다. 과거 고용 정책으로 인해 헝가리 병원은 종종 의사 중복과 간호사 부족으로 인적 자원의 비생산적인 오용을 초래했다.
또 다른 공산주의 유산인 소위 "사례금"은 실제로 더 나은 치료를 받으려면 현금 지불이 필요하다. 2015년 유로 건강 소비자 지수 에서 실시한 설문 조사에 따르면 헝가리는 의사에 대한 비공식 지불이 가장 일반적으로 보고된 유럽 국가 중 하나였다. 2020년 정부는 전례 없는 의사 급여 인상과 함께 이러한 지불금에 대한 단속을 발표했다.

## 구조
고소득 국가인 헝가리는 상대적으로 발전된 의료 인프라를 갖추고 있다. 국가 구급차 시설의 구급차는 늦어도 15분 이내에 전국에 도착한다.